# Гаврилов, Пётр Филиппович
Пётр Филиппович Гаврилов (1914—1968) — советский танкист, участник Великой Отечественной войны, Герой Советского Союза (1944). Гвардии майор.

## Биография
Родился 14 октября (1 октября — по старому стилю) 1914 года в селе Песочнодубровка Томского уезда Томской губернии (ныне село Кожевниковского района Томской области) в крестьянской семье. Русский.
Окончил семилетнюю школу в Томске, затем финансовое отделение Томского учётно-экономического техникума. До призыва в армию работал бухгалтером Томского отделения Стройбанка СССР. В 1936—1938 годах проходил срочную службу в Ярославле. В 1937 году окончил школу младших лейтенантов.
В ряды Рабоче-крестьянской Красной Армии П. Ф. Гаврилов был вновь призван Томским райвоенкоматом Новосибирской области в январе 1942 года. До декабря 1942 года служил в запасном полку, занимаясь обучением новобранцев. В действующей армии младший лейтенант П. Ф. Гаврилов с 18 декабря 1942 года в составе 52-й танковой бригады 58-й армии Северной группы войск Закавказского фронта в должности командира танкового взвода 52-го танкового батальона. Участник Битвы за Кавказ. Боевое крещение получил оборонительных боях под Моздоком. 7 января 1943 года 52-я танковая бригада вошла в состав танковой группы подполковника В. И. Филиппова и перешла в наступление в направлении Георгиевск-Минеральные Воды в ходе Северо-Кавказской операции. 10 января Т-34 младшего лейтенанта П. Ф. Гаврилова одним из первых ворвался в Минеральные Воды, уничтожив при этом 3 танка, 8 автомашин, 1 пулемётный расчёт и до 70 солдат и офицеров противника. За отличие в Битве за Кавказ 52-я танковая бригада 7 февраля 1943 года была преобразована в 34-ю отдельную гвардейскую танковую бригаду, после чего была выведена в резерв и находилась там до осени 1943 года.
14 октября 1943 года 34-я отдельная танковая бригада была переброшена на Калининский фронт (с 16 октября 1943 года — 1-й Прибалтийский фронт), где участвовала в оборонительных боях под Невелем в составе 3-й ударной армии. Затем в составе 4-й ударной армии — в Городокской операции. В конце февраля 1944 года бригада вошла в состав 6-й гвардейской армии и до лета 1944 года вела позиционные бои северо-западнее Невеля. Пётр Филиппович к этому времени получил звание старшего лейтенанта и был назначен на должность командира танковой роты 1-го танкового батальона.
23 июня 1944 года началась операция «Багратион». В первый день наступления рота гвардии старшего лейтенанта П. Ф. Гаврилова прорвала оборону немцев в районе Сиротино Витебской области Белоруссии и 24 июня 1944 года форсировала реку Западная Двина в районе населённого пункта Улла, захватила плацдарм и удержала его до подхода стрелковых и артиллерийских частей.
22 июля 1944 года гвардии старшему лейтенанту Гаврилову Петру Филипповичу указом Президиума Верховного Совета СССР было присвоено звание Героя Советского Союза.
В дальнейшем участвовал в освобождении Прибалтики (Шяуляйская, Рижская и Мемельская операции) и в Восточно-Прусской стратегической операции. Войну П. Ф. Гаврилов закончил в составе 1-й ударной армии Ленинградского фронта под Лиепаей.
После войны продолжил службу в армии. В 1951 году окончил Высшую офицерскую школу бронетанковых и механизированных войск. Служил в танковых частях на станции Подсолнечная под Москвой и в городе Калинин.
В 1956 году в звании майора уволился в запас. Жил в городе Свердловске. Работал заместителем начальника отдела грузоперевозок в Свердловском городском тресте автомобильного транспорта.
Скончался 15 июля 1968 года. Похоронен на Широкореченском кладбище Екатеринбурга.

## Награды
- Медаль «Золотая Звезда» (22.07.1944).
- Орден Ленина (22.07.1944).
- Орден Красного Знамени (27.02.1943).
- Медали.

## Документы
- Общедоступный электронный банк документов «Подвиг Народа в Великой Отечественной войне 1941—1945 гг.» Дата обращения: 1 мая 2012. Архивировано из оригинала 13 марта 2012 года. № в базе данных 150006557. Дата обращения: 1 мая 2012. Архивировано 26 мая 2012 года., 18943178. Дата обращения: 1 мая 2012. Архивировано 26 мая 2012 года., 46246180. Дата обращения: 1 мая 2012. Архивировано 26 мая 2012 года., 46246415. Дата обращения: 1 мая 2012. Архивировано 20 сентября 2012 года., 19767595. Дата обращения: 1 мая 2012. Архивировано 26 мая 2012 года.